# 伊冯娜·范亨尼普
伊冯娜·范亨尼普（荷蘭語：Yvonne van Gennip，1964年5月1日—），荷兰女子速度滑冰运动员。她曾代表荷兰获得1988年冬季奥运会速度滑冰比赛女子1500米、3000米和5000米金牌。